# 法比奧·維伯默
法比奥·维伯默（德語：Fabio Wibmer；1995年6月30日—）是一位奥地利自行车手和YouTuber，主要练习速降山地自行车，他以其在线街头试验视频而闻名，这些视频可与丹尼·麦克阿斯基尔的视频相媲美。他受到能量饮料公司红牛的赞助。2016年，他获得全国速降山地自行车锦标赛冠军。